# Winchester (Illinois)
Winchester – miasto w Stanach Zjednoczonych, w stanie Illinois, siedziba administracyjna hrabstwa Scott.